# Volksabstimmungen in der Schweiz 2011
Dieser Artikel bietet eine Übersicht der Volksabstimmungen in der Schweiz im Jahr 2011.
In der Schweiz fand 2011 auf Bundesebene eine Volksabstimmung statt, im Rahmen eines Urnengangs am 13. Februar. Dabei handelte es sich um eine Volksinitiative.

## Abstimmung am 13. Februar 2011

### Ergebnis
| Nr. | Vorlage                                                          | Art | Stimm- berechtigte | Abgegebene Stimmen | Beteiligung | Gültige Stimmen | Ja        | Nein      | Ja-Anteil | Nein-Anteil | Stände | Ergebnis |
| --- | ---------------------------------------------------------------- | --- | ------------------ | ------------------ | ----------- | --------------- | --------- | --------- | --------- | ----------- | ------ | -------- |
| 554 | Eidgenössische Volksinitiative «Für den Schutz vor Waffengewalt» | VI  | 5'091'652          | 2'501'260          | 49,12 %     | 2'479'124       | 1'083'312 | 1'395'812 | 43,70 %   | 56,30 %     | 5½:17½ | nein     |

### Schutz vor Waffengewalt
Unter dem Eindruck mehrerer Ereignisse, bei denen Armeewaffen zur Tötung von Personen missbraucht worden waren (u. a. Mordfall Hönggerberg), reichten die SP, die Grünen, die GSoA sowie verschiedene frauen- und friedenspolitische Organisationen im Februar 2009 eine Initiative ein. Sie verlangte neben einem Verbot der privaten Aufbewahrung militärischer Ordonnanzwaffen insbesondere einen Bedarfs- und Fähigkeitsnachweis für den Besitz privater Waffen und ein zentrales Waffenregister. Der Bundesrat und das Parlament sprachen sich gegen die Initiative aus. Ein nationales Waffenregister sei nicht notwendig, da die kantonalen Dateien ausreichend seien. Der geforderte Nachweis sei nur mit beträchtlichem administrativem Aufwand zu kontrollieren. Ausserdem seien die Forderungen bezüglich der Ordonnanzwaffe im Rahmen einer Anpassung des Militärgesetzes bereits erfüllt worden. Die Befürworter argumentierten, die Aufbewahrung der Ordonnanzwaffe zuhause sei ein Relikt des Kalten Kriegs und habe keinen militärischen Nutzen mehr. Würden diese Waffen im Zeughaus aufbewahrt, käme es zu deutlich weniger Morden und Suiziden. Die Einführung eines Waffenregisters würde die Arbeit der Polizei erleichtern. Ohnehin seien Sportschützen, Jäger und Sammler nicht von der Initiative betroffen. Die überwiegend bürgerlichen Gegner hielten dem entgegen, dass die Gesetzgebung in den letzten Jahren mehrfach verschärft worden sei. Freier Waffenhandel unter Privaten sei mittlerweile verboten, und es gebe einen internationalen Informationsaustausch. Den Armeeangehörigen werde keine Taschenmunition mehr abgegeben, und sie könnten ihre Waffe bereits jetzt im Zeughaus hinterlegen. Eine recht deutliche Mehrheit der Abstimmenden lehnte die Initiative ab, Zustimmung erhielt sie nur in den Kantonen Basel-Stadt, Genf, Jura, Neuenburg, Waadt und Zürich.